# تشارلي جونسون (مصارع رياضي)
تشارلي جونسون (بالإنجليزية: Charley Johnson)‏ هو مصارع رياضي أمريكي، ولد في 31 يناير 1887 في غوتنبرغ في السويد، وتوفي في 17 سبتمبر 1967 في لوس أنجلوس في الولايات المتحدة.

## وصلات خارجية
- تشارلز جونسون على موقع أوليمبيديا (الإنجليزية)